# Lutgardiscollege

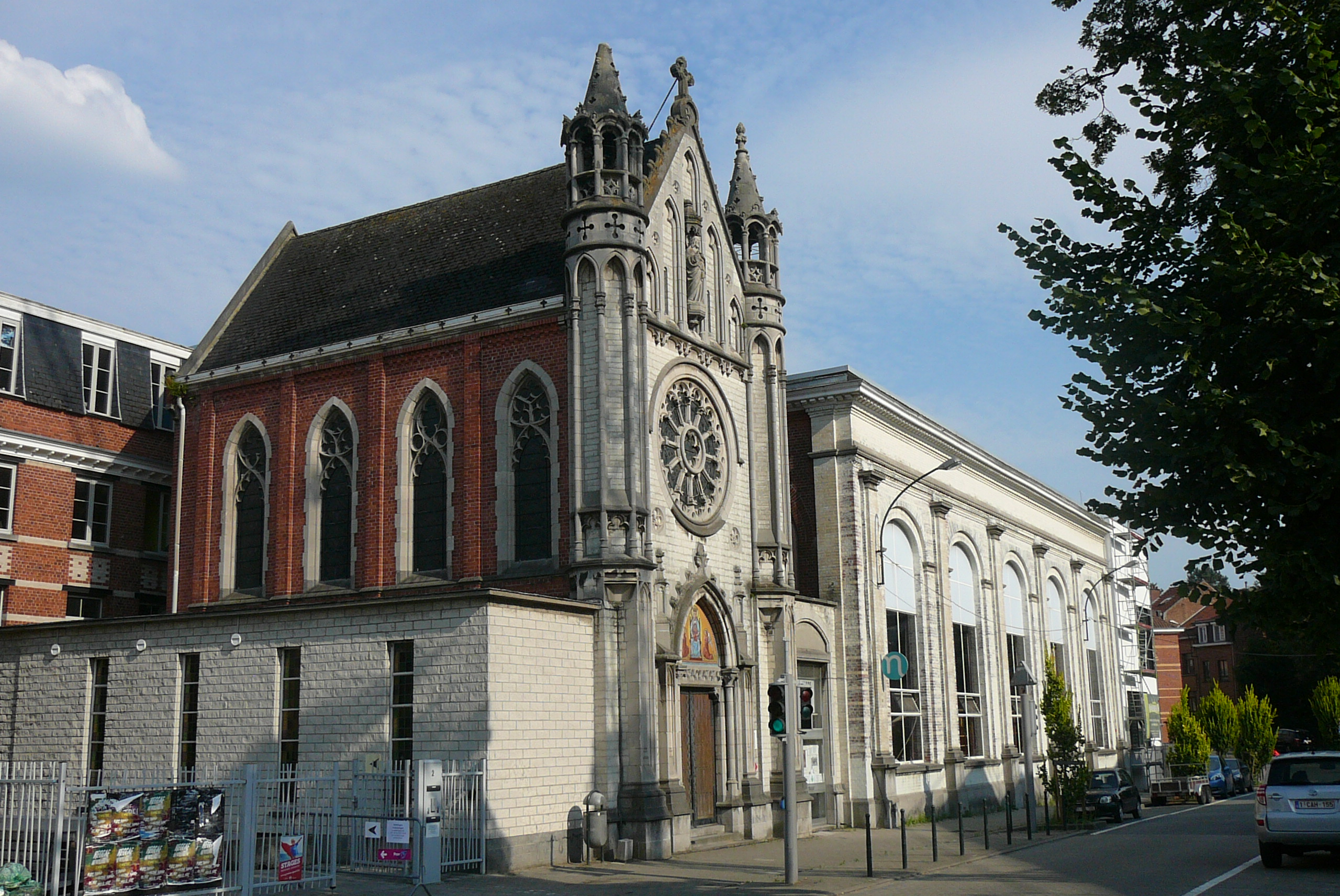

Het Lutgardiscollege is een Nederlandstalige, katholieke school voor kleuter-, lager en middelbaar onderwijs in de Brusselse gemeente Oudergem. Dit college is van oorsprong een jongensschool. In het middelbaar geeft men ASO.
De kleuter- en lagere school behoort tot de scholengemeenschap “De Groene Vallei”. Ze is samengesteld uit 5 vrije basisscholen en 1 vrije basisschool buitengewoon onderwijs.
De mascotte van de Lutgardiscollege-basisschool heet Lutje. Deze virtuele leerlinge zag het levenslicht op vrijdag 19 januari 2007. U kan met haar kennismaken op de Website van de Lutgardiscollege-basisschool
Samen met veertien andere Brusselse katholieke scholen behoort de middelbare school tot de Scholengemeenschap voor Katholiek Secundair Onderwijs Sint-Gorik.
De school biedt de richtingen Economie-Moderne Talen, Economie-Wiskunde, Latijn-Moderne Talen, Latijn-Wiskunde, Moderne Talen-Wetenschappen, en Wetenschappen-Wiskunde aan.

## Geschiedenis
In 2012 vierde de school haar 100-jarig bestaan.
De school werd op aansporen van pastoor Wittenberg in 1912 door de Broeders Maristen opgericht. De broeders Maristen beslisten in 1961 de naam van de school te veranderen in 'Champagnatcollege', naar de naam van de stichter van hun orde. Zo ontstond er een duidelijkere band tussen de naam van het college en de bezielers ervan.
Een goed decennium later werd in 1974 opnieuw een naamsverandering doorgevoerd, ditmaal ten gevolge van een fusie met andere scholen uit de omgeving. De naam 'Champagnatcollege' werd ingeruild voor de huidige naam 'Lutgardiscollege'.